# Jim Lightbody
James „Jim” Davies Lightbody (ur. 16 marca 1882 w Pittsburghu, zm. 2 marca 1953 w Charleston) – amerykański lekkoatleta średniodystansowiec, wielokrotny medalista olimpijski.

## Przebieg kariery
Największe sukcesy odniósł podczas Igrzysk Olimpijskich w 1904 w St. Louis. Nie był faworytem żadnej konkurencji, a wygrał kolejno bieg na 2590 m z przeszkodami, bieg na 800 m, a także bieg na 1500 m. W tej ostatniej konkurencji ustanowił rekord świata z czasem 4:05,4. Zdobył również srebrny medal w biegu na 4 mile drużynowo, startując w barwach drużyny mieszanej reprezentującej Chicago Athletic Association.
W 1905 Lightbody został mistrzem USA (AAU) na 800 m i 1500 m. Startował na Igrzyskach Międzyolimpijskich 1906 w Atenach, gdzie wywalczył złoty medal na 1500 m i srebrny na 800 m. Wystąpił również na Igrzyskach Olimpijskich w 1908 w Londynie na 800 m, 1500 m i 3200 m z przeszkodami, ale w żadnej konkurencji nie wszedł do finału.

## Rekordy życiowe
źródło:
- 400 m – 53,0 s. (1906)
- 800 m – 1:56,0 s. (1904)
- 1500 m – 4:05,4 s. (1904)